# Cubo de albañilería

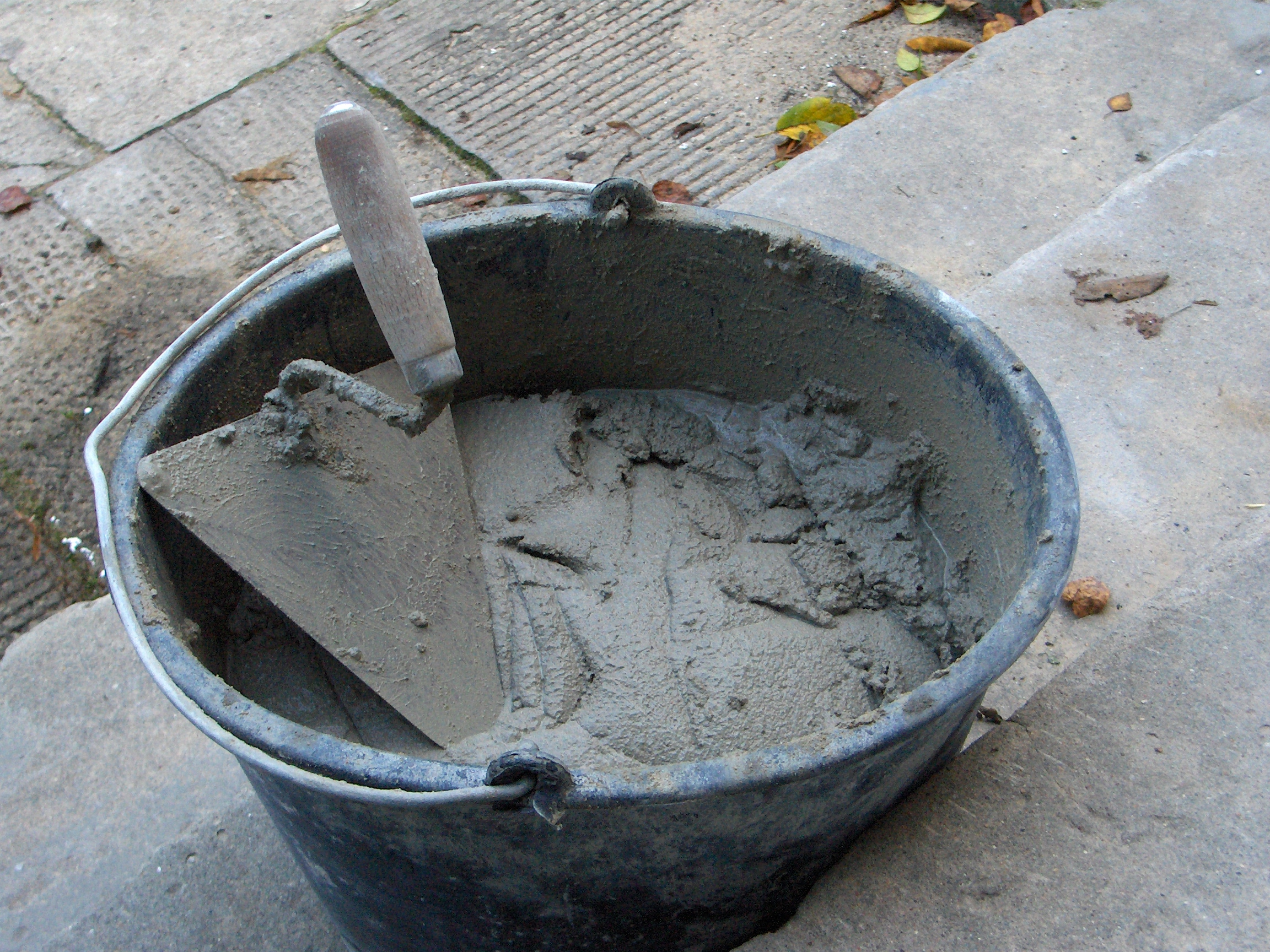
Gaveta de albañil con paleta y masa en su interior. Esta gaveta es del modelo de las antiguas "calderetas" de chapa.

Gaveta o cuezo, es un recipiente empleado en albañilería para hacer masas de mortero, yeso, escayola, etc.
Tradicionalmente eran de madera, en forma de pirámide troncada invertida (con paredes inclinadas) y con asas en dos de sus lados. Otra variedad era la llamada caldereta, troncocónica, también con paredes inclinadas pero de base circular y fabricada por calderería.
Desde el último cuarto del siglo XX tanto el modelo cuadrado (gaveta) como el circular (caldereta) se fabrican en plástico o goma (de neumáticos reciclados), y ambos son llamados "gaveta" indistintamente.